# 2009, Year of Us
Albums de Shinee
Romeo
(2009) Lucifer
(2010)
Singles
1. Ring Ding Dong
Sortie : 14 octobre 2009
2. Jo Jo
Sortie : 5 décembre 2009

2009, Year of Us est le troisième mini-album du boys band sud-coréen SHINee. Il est sorti le 22 octobre 2009. Les chansons "Ring Ding Dong" et "Jo Jo" ont été utilisées pour promouvoir l'album.
L'EP est sorti le 20 janvier 2010 au Japon, avec une couverture alternative et un bonus DVD.

## Liste des titres
Liste des titres
| 1.    | Y.O.U. (Year of Us)                                                                         | Kim Young-hoo                                                                   | Alex Cantrall/Don "Traxx Trigga" Sellers Jr.   | 3:49 |
| 2.    | Ring Ding Dong                                                                              | Yoo Young-jin                                                                   | Yoo Young-jin                                  | 3:52 |
| 3.    | Jo Jo                                                                                       | Kenzie                                                                          | Kenzie                                         | 3:38 |
| 4.    | Get Down (Key + Minho (feat. Luna de f(x)))                                                 | Minho, Key, JQ, Big Tone, Ryan Jhun, Anita Paul, Script Shepherd, Antwann Frost | Solomon Cortes, Script Shepherd, Charley Paige | 3:03 |
| 5.    | Shinee Girl                                                                                 | Park Joon-ha                                                                    | Park Joon-ha                                   | 3:16 |
| 6.    | Naega Saranghaetdeon Ireum (내가 사랑했던 이름, "The Name I Loved" Onew feat. Kim Yeon-woo) | Lee Sung-soo                                                                    | Lee Sung-soo                                   | 4:36 |
| 22:18 |                                                                                             |                                                                                 |                                                |      |

## Classement

### Album
| Pays  | Classement          | Meilleure position |
| ----- | ------------------- | ------------------ |
| Japon | Oricon Albums Chart | 40                 |

## Historique de sortie
| Pays         | Date             | Format                       | Label            |
| ------------ | ---------------- | ---------------------------- | ---------------- |
| Corée du Sud | 22 octobre 2009  | CD, téléchargement numérique | SM Entertainment |
| Taïwan       | 13 novembre 2009 | CD                           | Avex Taiwan      |
| Japon        | 20 janvier 2010  | CD                           | Rhythm Zone      |